# Апетлон
Апетлон (нім. Apetlon) — ярмаркова громада округу Нойзідль-ам-Зее у землі Бургенланд, Австрія.
Апетлон лежить на висоті  120 м над рівнем моря і займає площу 82,03 км². Громада налічує 1790 мешканців. 
Густота населення 22/км².  
|                                  |
| Апетлон на мапі округу та землі. |

 Адреса управління громади: Kirchengasse 68, 7143 Apetlon. 

## Демографія
Історична динаміка населення міста за даними сайту Statistik Austria

## Виноски
1. ↑  Dauersiedlungsraum der Gemeinden Politischen Bezirke und Bundesländer - Gebietsstand 1.1.2018 — Статистичне управління Австрії.
2. ↑  www.gemeinde-apetlon.at. Архів оригіналу за 12 серпня 2013. Процитовано 14 жовтня 2013.
3. ↑  Gemeindedaten von Apetlon. Архів оригіналу за 29 вересня 2007. Процитовано 14 жовтня 2013.

| Австрія | Це незавершена стаття з географії Австрії. Ви можете допомогти проєкту, виправивши або дописавши її. |